# Pavlivka (district de Volnovakha)
Pavlivka (ukrainien : Павлівка ; russe : Павловка) est un village du Raïon de Volnovakha (district) dans l'oblast de Donetsk dans l'est de l'Ukraine. Une bataille fait rage en ce moment,.
Le conflit entre l'Ukraine et les forces pro-russes, qui a débuté en avril 2014, a fait des victimes civiles et militaires, le village est situé sur la ligne de front et a été pris et repris plusieurs fois par les deux protagonistes.

## En images

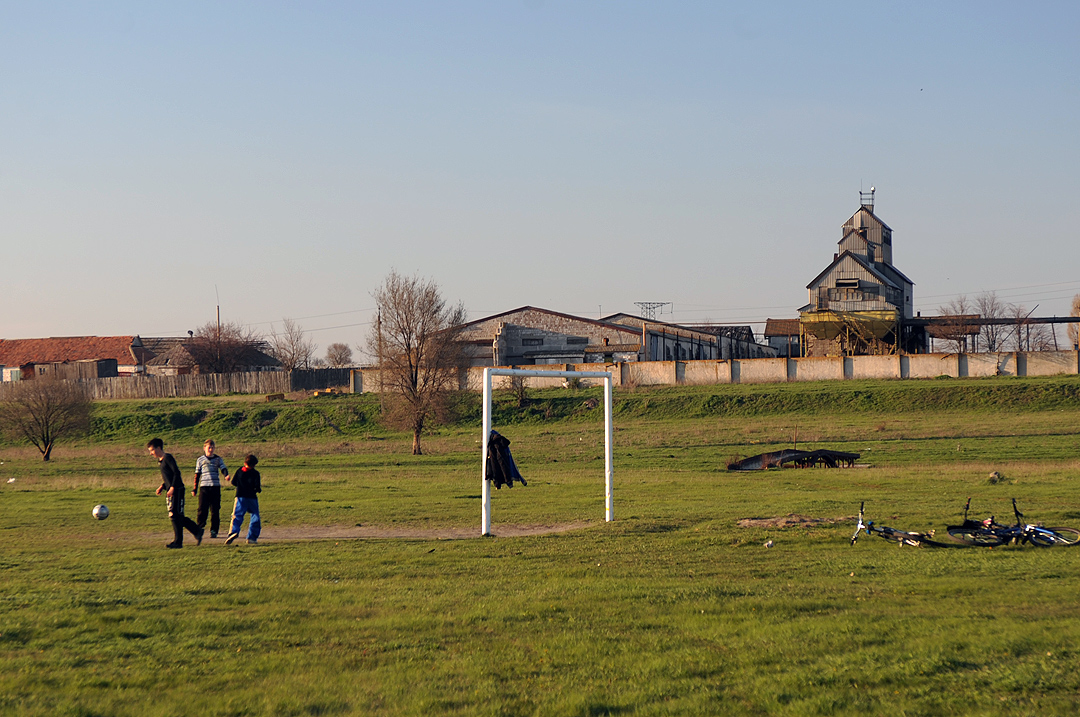
stade Marinka
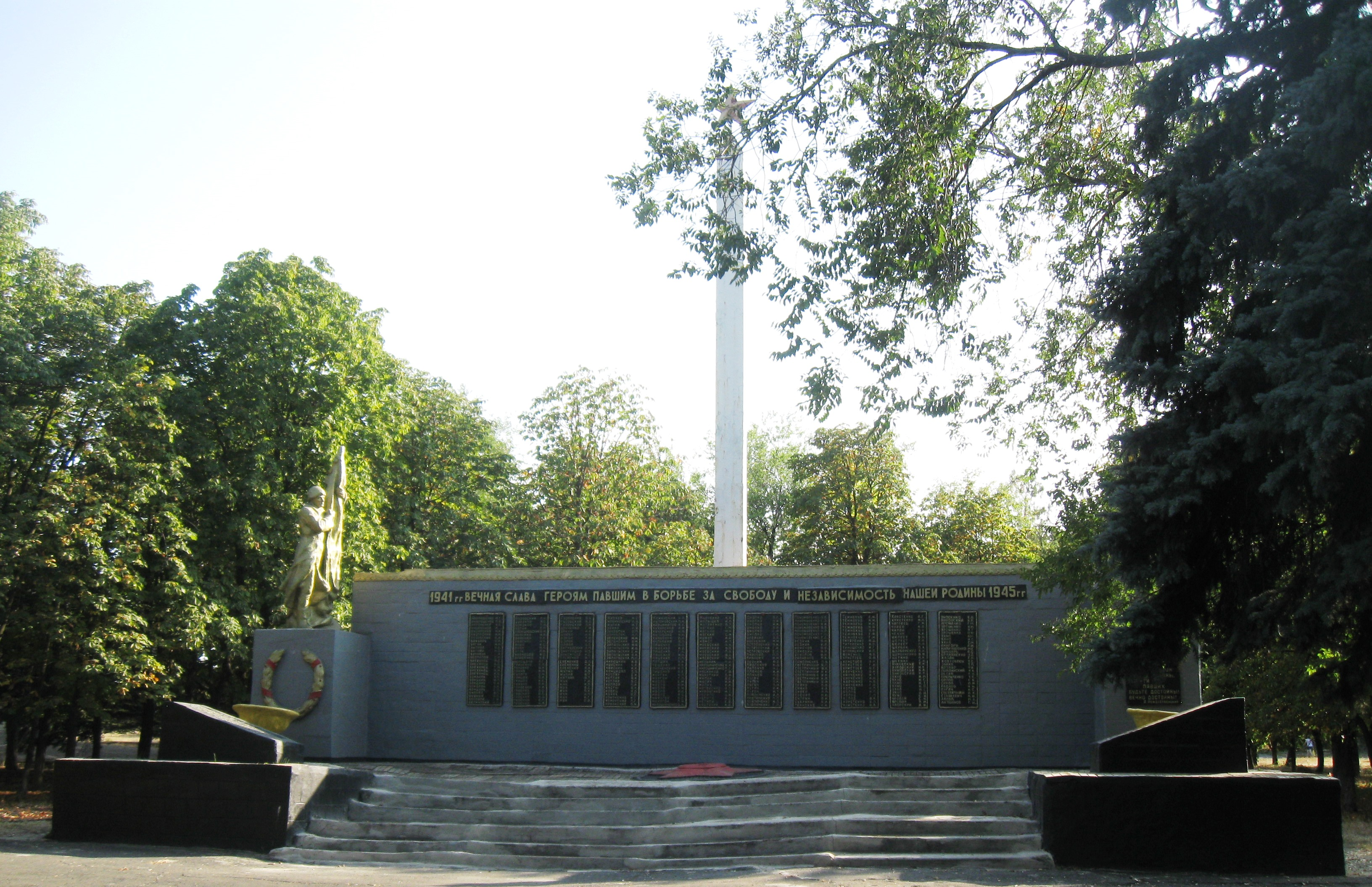
monument aux morts classé[3].

## Démographie
Langue maternelle au Recensement ukrainien de 2001:
- ukrainien – 85,51 %
- russe – 13,97 %
- bélarusse – 0,32 %